# Centro (Portogallo)
La regione Centro (Região do Centro in portoghese) è una regione portoghese che comprende la totalità dei distretti di Coimbra e di Castelo Branco, la maggior parte dei distretti di Aveiro, Viseu e Guarda, circa tre quarti del distretto di Leiria e un terzo del distretto di Santarém. Confina a nord con la regione Norte, a est con la Spagna (Castiglia e León e Estremadura), a sud con l'Alentejo e la regione di Lisbona e a ovest con l'Oceano Atlantico. La capitale è Coimbra. La superficie è di 28405 km² (31% del Portogallo continentale), la popolazione (2011) è di 2 327 026.
Comprende 12 subregioni statistiche:
- Basso Mondego (Baixo Mondego)
- Basso Vouga (Baixo Vouga)
- Beira Interna Nord (Beira Interior Norte)
- Beira Interna Sud (Beira Interior Sud)
- Cova da Beira
- Dão-Lafões
- Medio Tago (Médio Tejo)
- Ovest (Oeste)
- Pinhal Interno Nord (Pinhal Interior Norte)
- Pinhal Interno Sud (Pinhal Interior Sul)
- Pinhal Litorale (Pinhal Litoral)
- Serra da Estrela

La regione Centro comprende 78 comuni (25,2% del totale nazionale).